# Анеи
Анеиите (на латински: Annaeii) са известна фамилия от Древен Рим. Мъжете носят името Аней (Annaeus).
Известни с това име:
- Луций Аней Корнут, философ по времето на Нерон
- Луций Аней Сенека, оратор и писател, (* 54 пр.н.е. + 39 г.)
  - Л. Аней Новат, Луций Юний Галион Анеан, сенатор, осиновен от Л. Юний Галион, († 65 г.)
  - Луций Аней Сенека Сенека Млади, философ, (* 1 г. † 65 г.)
  - Аней Мела, баща на
    - Марк Аней Лукан, Лукан, поет (* 39 г. + 65 г.)

Други:
- Луций Аней Флор, историк по време на император Траян (98–117)
- Луций Аней Корнут (оратор), реторик 2/3 век